# Тютюнниківська сільська рада
Тютюнниківська сільська рада — колишня адміністративно-територіальна одиниця та орган місцевого самоврядування у Чуднівському і Бердичівському районах Житомирської і Бердичівської округ, Вінницької й Житомирської областей з адміністративним центром у с. Тютюнники.

## Населені пункти
Сільській раді були підпорядковані населені пункти:
- с. Тютюнники
- с. Городище
- с. Короченки
- с. Малі Коровинці
- с. Судачівка

## Населення
Кількість населення ради станом на 1923 рік становила 1 493 особи, кількість дворів — 292.
Відповідно до перепису населення СРСР, станом на 17 грудня 1926 року, чисельність населення ради становила 1 533 особи, з них за статтю: чоловіків — 744, жінок — 789, етнічний склад: українців — 1 485, поляків — 45, інших — 3. Кількість господарств — 324, з них несільського типу — 11.
Відповідно до результатів перепису населення СРСР, кількість населення ради станом на 12 січня 1989 року становила 2 811 осіб.
Станом на 5 грудня 2001 року, відповідно до перепису населення України, кількість мешканців сільської ради становила 2 516 осіб.

## Склад ради
Рада складалася з 20 депутатів та голови.

### Керівний склад сільської ради
| ПІБ                     | Основні відомості                                                                      | Дата обрання | Дата звільнення |
| ----------------------- | -------------------------------------------------------------------------------------- | ------------ | --------------- |
| Михалюк Микола Іванович | Сільський голова, 1961 року народження, освіта, член Комуністичної партії України      | 26.03.2006   | 31.10.2010      |
| Михалюк Микола Іванович | Сільський голова, 1961 року народження, освіта вища, член Комуністичної партії України | 31.10.2010   |                 |

Примітка: таблиця складена за даними джерела

## Історія
Створена 1923 року в с. Тютюнники П'ятківської волості Житомирського повіту Волинської губернії. Станом на 17 грудня 1926 року в підпорядкуванні ради значився хутір Петровського, який на 1 жовтня 1941 року не перебував на обліку населених пунктів.
Станом на 1 вересня 1946 року сільська рада входила до складу Чуднівського району Житомирської області, на обліку в раді перебувало с. Тютюнники.
11 серпня 1954 року, відповідно до указу Президії Верховної ради Української РСР «Про укрупнення сільських рад по Житомирській області», підпорядковано с. Городище ліквідованої Городищенської сільської ради Чуднівського району. 11 січня 1960 року, відповідно до рішення Житомирського ОВК № 2 «Про зміни в адміністративно-територіальному поділі сільських рад в районах області», до складу ради включено с. Короченки Вільшанської сільської ради та Рижів Дриглівської сільської ради Чуднівського району.
На 1 січня 1972 року сільська рада входила до складу Чуднівського району Житомирської області, на обліку в раді перебували села Городище, Короченки, Рижів і Тютюнники.
12 серпня 1974 року, відповідно до рішення Житомирського ОВК № 342 «Про зміни в адміністративно-територіальному поділі окремих районів області в зв'язку з укрупненням колгоспів», до складу ради включено села Малі Кровинці та Судачівка Турчинівської сільської ради, с. Рижів підпорядковане Дриглівській сільській раді Чуднівського району.
Ліквідована 15 січня 2019 року через об'єднання до складу Чуднівської міської територіальної громади Чуднівського району Житомирської області.
Входила до складу Чуднівського (7.03.1923 р., 8.12.1966 р.) та Бердичівського (30.12.1962 р.) районів.